# Сентрал Елгин (Онтарио)
Сентрал Елгин (енгл. Central Elgin) је општина у Канади у покрајини Онтарио. Према резултатима пописа 2011. у општини је живело 12.743 становника.

## Становништво
Према резултатима пописа становништва из 2011. у граду је живело 12.743 становника, што је за 0,2% више у односу на попис из 2006. када је регистровано 12.723 житеља.
| 2006.  | 2011.  |
| ------ | ------ |
| 12.723 | 12.743 |